# The Saboteur
The Saboteur (рус. Диверсант) — компьютерная игра в жанре action-adventure с элементами шутера и автосимулятора, разработанная Pandemic Studios и выпущенная Electronic Arts в декабре 2009 года.
Действие игры происходит во время Второй мировой войны в оккупированной Франции. Главный герой — автогонщик и автомеханик Шон Девлин (Sean Devlin), ирландец по национальности, решивший сделать посильный вклад в борьбу против немецкой оккупации. В этом он получает помощь от французского движения Сопротивления и британской разведки, имевшей на Шона и его отца зуб.

## Игровой процесс
The Saboteur представляет собой игру-«песочницу». Помимо сюжетных и побочных заданий имеются цели для свободной игры, а игровой мир открыт для исследования. Игровой процесс отличается свободой действия, делающей, наряду с другими элементами, The Saboteur ещё одним экземпляром игр жанра «клон Grand Theft Auto». Очень важную роль играет цветовая гамма. Вся территория, которую уверенно контролируют немецкие войска, показана в различных оттенках серого цвета. По мере того, как игрок выполняет различные задания и увеличивает у местного населения «волю к борьбе», окружающий мир становится разноцветным.
Разработчики отмечают, что игра относится к жанру stealth action. Главный герой может маскироваться под врага, переодеваясь в форму противника и использовать многочисленные укрытия, чтобы избежать преследования. Парижане на его стороне: если они заметят какое-то подозрительное действие, то не подадут вида. В то же время нацист, увидевший Шона, карабкающегося по стене или с оружием в руке, незамедлительно начинает дуть в свисток, зовя напарников на помощь. Маскировка значительно облегчает прохождение большинства миссий. Шон может подкрасться к нацисту сзади и вырубить мощным ударом, либо воспользоваться оружием с глушителем. Труп нациста всегда привлекает внимание.
Действие происходит в Париже и его окрестностях. Город разделён на три оккупационные зоны, дороги между которыми перекрыты немецкими блокпостами. Для свободного проезда через блокпост необходимо иметь поддельные документы (они становятся доступны по ходу сюжета), хотя через него можно прорваться и без документов. В городе имеются многие реальные районы и достопримечательности, такие как Эйфелева башня, Триумфальная арка, базилика Сакре-Кёр, церковь Мадлен, собор Парижской Богоматери, Пале-Рояль, Лувр, кладбище Пер-Лашез. Основная часть доступной для исследования сельской местности находится к северу от города. На побережье в северо-западной части карты расположен Гавр, а на северо-востоке находятся приграничный немецкий Саарбрюккен и завод Доппельзиг.
В игре есть два типа миссий — сюжетные и побочные. Сюжетные миссии следуют в строгой последовательности. Побочные миссии представлены в виде «историй» отдельных персонажей; зачастую доступны побочные миссии сразу нескольких персонажей. Прохождение миссий — это единственный способ вернуть городу цвет. Изначально весь Париж и его окрестности раскрашены в разные оттенки серого, что символизирует немецкую оккупацию и создаёт атмосферу чёрно-белых фильмов. Помимо серого встречаются лишь несколько цветов — красный (нацистские символы, кровь), жёлтый (свет в окнах домов, уличные фонари), голубой (цвет Сопротивления). По мере выполнения миссий к разным районам Парижа возвращаются нормальные цвета — это означает, что у местных жителей появилась воля к борьбе с оккупантами. Поскольку Саарбрюкен и Доппельзиг находятся на территории Германии, они всегда будут сохранять серый цвет.
Помимо выполнения миссий игрок может заняться уничтожением целей свободной игры. По всей карте разбросано несколько сотен принадлежащих врагу объектов: наблюдательных и снайперских вышек, постов с бронетехникой, громкоговорителей, генералов, зенитных орудий, заправочных станций и так далее. Уничтожение немецких объектов не только даёт игроку очки контрабанды, но и облегчает бегство во время тревоги. Существуют и другие цели — открытки с видами Парижа, которые нужно собирать, места для совершения прыжков на машине и места для обзора города, обычно размещённые на крышах известных зданий.
В игре присутствует возможность забраться на большинство зданий Парижа. Перемещение по крышам зданий расширяет свободу действий игрока и облегчает уход от погони.

### Тревога и скрытность
По умолчанию главный герой не вызывает у немецких солдат никаких подозрений. Если он на глазах у нациста начнёт делать что-то провокационное (полезет на стену, возьмёт в руки оружие, будет передвигаться украдкой, атакует кого-либо и т. п.), то начнёт заполняться индикатор подозрения. Прекращение действий или уход из поля зрения нациста остановят заполнение индикатора, после чего он постепенно обнулится. Если индикатор всё-таки заполнится, то заметивший главного героя немецкий солдат попытается поднять тревогу, дунув в свисток. До того как он достанет свисток, игрок может его убить. Заполнение индикатора подозрения происходит ещё и тогда, когда главный герой находится в так называемой зоне подозрения. Эти зоны присутствуют возле особо охраняемых объектов, а также появляются на том месте, где немецкий солдат заметил тело своего убитого товарища, либо где был подозрительный шум (звук выстрела или взрыва). Зоны, возникшие при обнаружении убитого и при подозрительном шуме, вскоре исчезают.
По своему механизму тревога напоминает розыск в Grand Theft Auto IV. На карте появляется красный круг (зона поиска) с центром в той точке, где в последний раз нацисты заметили главного героя. Есть пять уровней тревоги, с каждым уровнем диаметр зоны поиска увеличивается и меняется состав преследователей. Существуют разные способы уйти от тревоги:
- Покинуть зону поиска;
- Воспользоваться средствами, доступными внутри зоны поиска (они отмечены на карте зелёными точками). Главный герой может скрыться в люке на крыше здания, в укрытии, в туалете, в борделе. В некоторых местах можно отключить тревогу, активировав соответствующий рубильник;
- Использовать зону Сопротивления. Такие зоны становятся доступны после прохождения миссии на кладбище. Они возникают в чётко определённых местах в «раскрашенных» районах на 3-м и 4-м уровнях тревоги. Когда главный герой достигнет зоны Сопротивления, он должен уничтожить определённое количество немецких солдат (в этом ему активно помогают бойцы Сопротивления). В случае успеха, нацисты деморализуются, и быстро отступают.

Скрытность имеет довольно большое значение. И в свободной игре, и во многих миссиях игрок может сражаться с нацистами в открытую, но скрытные действия делают выживание и выполнение заданий гораздо проще. Существуют несколько приёмов для бесшумного убийства противника. Если немецкий солдат находится на вышке, его можно просто сбросить вниз. Униформа врага, убитого без применения оружия, остаётся неповреждённой, и её можно надеть. В обычных условиях униформа является скорее обузой, так как при её ношении опасно на глазах у нацистов перемещаться бегом и забираться на здания, но в зонах подозрения (особенно на большой охраняемой территории) ношение униформы позволяет передвигаться сравнительно безопасно.

### Оружие, боевая система и контрабанда
Оружие в игре разделено на несколько классов: пистолеты, пистолеты-пулемёты, ружья/винтовки/дробовики, гранатомёты, гранаты, взрывчатка. Главный герой может одновременно нести две единицы огнестрельного оружия. Раздобыть оружие и патроны достаточно легко — их можно купить у торговцев на чёрном рынке или просто подобрать у убитых немцев. Каждый образец оружия покупается один раз, после этого его можно бесплатно взять у любого торговца; постоянно оплачивать нужно только боеприпасы и взрывчатку.
Во время перестрелок возможно использование различных укрытий. По мере того, как главный герой получает ранения, экран заливает кровью. Чтобы он очистился, достаточно некоторое время не подвергаться ранениям. Можно драться врукопашную — это необходимо, когда нужно убить противника тихо или завладеть его униформой (впрочем, для бесшумного убийства существуют специальные приёмы).
Взрывчатка представлена двумя типами: динамит и гексоген (он доступен после получения соответствующего бонуса). Динамит взрывается через короткое время после установки, гексоген взрывается при подаче дистанционного сигнала. Оба типа могут быть взорваны выстрелом (есть возможность установить динамит, не поджигая шнур). Гексоген примечателен тем, что можно установить сразу несколько зарядов и подорвать их одновременно.
Валютой в игре служит контрабанда. Расплачиваясь очками контрабанды, у торговцев можно приобрести оружие и боеприпасы, различные улучшения, карты целей свободной игры в разных районах и даже возможность получить любой бонус. Заработать очки контрабанды можно различными способами:
- Прохождением сюжетных и побочных миссий;
- Уничтожением немецких объектов, нахождением открыток, выполнением прыжков на машинах, забираясь к точкам для обзора местности;
- Разбивая ящики с контрабандой;
- Уничтожением немецкой авиатехники;
- Уничтожением железнодорожных мостов. В игре есть несколько мостов; один из них уничтожается по сюжету и не восстанавливается, остальные игрок может уничтожать по своему желанию, со временем они ремонтируются. Технически мосты не учитываются как цели свободной игры;
- Спасением мирных жителей на улицах городов. Довольно часто можно наблюдать, как немецкие солдаты задерживают прохожих. Чаще всего встречаются один солдат и один горожанин, хотя и тех, и других может быть больше. После короткого допроса солдаты погружают задержанных в подъехавший грузовик либо расстреливают (расстрел происходит только в особых случаях, когда в сценке участвуют сразу несколько солдат и горожан). Чтобы спасти горожанина, нужно до прибытия грузовика (либо до расстрела) убить немцев или отвлечь их внимание на себя

### Транспорт
В игре представлены более 40 типов машин, разделённых на четыре класса: гражданские, гоночные, немецкие и бронетехника. После выполнения одной из миссий открывается возможность хранить технику в гаражах Сопротивления. Чтобы получить машину в своё распоряжение, нужно пригнать её в гараж. После этого её можно взять там в любое время. Бронетехнику тоже можно хранить в гаражах, но эта возможность становится доступной только после сбора всех остальных машин.
Управление машинами аркадное, модель повреждений очень упрощена.

## Сюжет

Задача игрока — избавить город от серого цвета.

Главный герой (образ срисован с Вильяма Грувера), Шон Девлин, ирландец по национальности, гонщик и механик, член гоночной команды Витторе Морини, в которой также состоят его друг Джулс и сестра Джулса, Вероника.
Витторе и его команда принимают участие в Гран-При в Саарбрюкене. В баре городка, пограничного между Францией и Германией, главные герои вступают в перепалку с Куртом Декером, ярым нацистом, поскольку он пытался приставать к Веронике. Бармен вызвал полицию, и героям пришлось спасаться. Шона и Джулса спасает знакомая Шона, Скайлар Синклер. Воспользовавшись её гоночным автомобилем, героям удаётся сбежать от гестаповцев.
Курт, затаивший обиду на Шона, и движимый идеей превосходства арийской расы и национал-социализма, во время гонки простреливает колесо машины Шона, когда последний вот-вот выиграет гонку. Шон и его друг Джулс преследуют Курта, несмотря на предупреждения со стороны Вероники и Скайлар, а затем сбрасывают его машину с обрыва. Их ловят нацисты и отводят на завод «Доппельзиг» в камеру допроса.
Курт ещё в Саарбрюкене заверил себя в том, что Шон и Джулс — британские шпионы и, в качестве пытки, выкалывает Джулсу глаза, а затем под дулом пистолета пытается узнать у Шона детали его «миссии». Шон отказывается что-либо говорить, за что Курт убивает Джулса, а Шона оглушают.
Шону удаётся бежать, воспользовавшись ошибкой немецкого офицера, и он возвращается в дом Витторе в Лотарингии. По пути он видит, как нацистские войска переходят в наступление и казнят мирных жителей. Дом Витторе тоже не обошли стороной, но Шон прибывает вовремя; он убивает поджигателей, спасает Витторе, а затем пробивается к Веронике сквозь горящий дом.
Шон испытывает стыд и сожаление, так как уверен, что смерть Джулса висит на его совести. Команда решает перебраться в Париж в надежде переждать войну, и находят убежище в кабаре Бель де Нюи, которым заведуют родители Вероники и Джулса.
Однако нацисты оккупируют Париж, окончательно подавив дух Шона. Он пытается забыться с помощью ударных доз алкоголя, пока Люк Годин, бывший писатель и член Французского сопротивления, не вербует Шона, чтобы он помог в борьбе с нацистами. Шон, всем сердцем возненавидевший нацистов, желая отомстить за смерть друга, выследить и убить Декера, оказывает посильную помощь Сопротивлению и начинает свою охоту на врага.

## Критика
The Saboteur назвали «лебединой песней» разработчиков, поскольку Pandemic Studios была ликвидирована после завершения разработки. Сразу после официального релиза, многие владельцы видеокарт ATI столкнулись с серьёзными проблемами при запуске игры (игра может «вылетать» через произвольные промежутки времени, либо не запускаться вообще). Некоторые интернет-магазины, такие как Direct2Drive, разместили на странице с игрой предупреждение о несовместимости. Данная проблема известна разработчикам, и вскоре после релиза игры была выпущена бета-версия патча.

## Отзывы
| Сводный рейтинг       | Сводный рейтинг                                                          |
| Агрегатор             | Оценка                                                                   |
| --------------------- | ------------------------------------------------------------------------ |
| GameRankings          | X360: 75,12 % PS3: 73,95 % ПК: 73,00 %                                   |
| Metacritic            | 73 / 100                                                                 |
| Иноязычные издания    |                                                                          |
| Издание               | Оценка                                                                   |
| 1UP.com               | B-                                                                       |
| CVG                   | 6,9 / 10                                                                 |
| Eurogamer             | 6 / 10                                                                   |
| Game Informer         | 8,00 / 10                                                                |
| GameSpot              | 7,5 / 10                                                                 |
| GameSpy               | 3 из 5 звёзд · 3 из 5 звёзд · 3 из 5 звёзд · 3 из 5 звёзд · 3 из 5 звёзд |
| GameTrailers          | 7,6/10                                                                   |
| IGN                   | 7,5 / 10                                                                 |
| X-Play                | 3/5                                                                      |
| Русскоязычные издания |                                                                          |
| Издание               | Оценка                                                                   |
| Absolute Games        | 61/100                                                                   |
| «Игромания»           | 8/10                                                                     |

Сайт IGN присвоил игре рейтинг 7.5 из 10, высоко оценив звуковое оформление, оригинальное цветовое решение и неожиданные повороты сюжета, в то же время подвергнув критике кривой геймплей и примитивную анимацию.
GameTrailers — 7.6 из 10, называя The Saboteur ещё одной разрушительной игрой с открытым игровым миром. Высоко оценивается сюжет и юмор, критике подверглось плохое озвучивание диалогов, глючность и чрезмерное внимание к вертикальным платформам.
Сайт Gametech.ru отмечает наличие нескольких оригинальных идей, неплохое воплощение чёрно-белой стилизации, сюжетную и игровую динамику, но также и недостаточную проработанность «цветного» мира, упрощенный ИИ компьютерных противников, схожесть некоторых миссий.